# Arandu
Arandu is een gemeente in de Braziliaanse deelstaat São Paulo. De gemeente telt 6.212 inwoners (schatting 2009).

## Aangrenzende gemeenten
De gemeente grenst aan Avaré, Cerqueira César en Itaí.